# 宝井琴凌 (4代目)
四代目 宝井 琴凌（たからい きんりょう、1976年7月26日 - ）は、講談協会所属の講談師。山形県南陽市出身。本名∶高橋 和彦。出囃子∶『花笠音頭』。

## 経歴
山形県立米沢工業高等学校卒業。
2010年2月　宝井琴梅に入門、講談協会前座見習いとなり、宝井 梅湯（たからい うめゆ）を名乗る。梅湯という芸名は師匠宝井琴梅の「梅」に故郷 赤湯温泉の「湯」から。5月に正式な前座になる。
2015年3月、二ツ目昇進。2018年5月よりやまがた特命観光・つや姫大使に就任。2019年3月、スターブル藤崎寄席若手演芸選手権で優勝。
2024年4月、真打に昇進し、四代目宝井琴凌を襲名した。同名跡は三代目が1936年3月に死去して以降は空き名跡になっていたが、88年ぶりの復活となる。

## 芸歴
- 2010年
  - 2月 - 宝井琴梅に入門、講談協会見習いとなる。前座名「梅湯」。
  - 5月 - 前座となる。
- 2015年3月 - 二ツ目昇進。
- 2024年4月 - 真打昇進、四代目宝井琴凌を襲名。

## 受賞歴
- 2019年3月 - スターブル藤崎寄席若手演芸選手権優勝

## 活動
関東の寄席・会場を中心に年間約250席演じる。
2017年1月から毎月一回ネタおろし、連続講談、軍記物、計3席の勉強会「宝井梅湯講談会」が始まる。
2018年2月から毎月一回、日本で唯一の連続軍談読みの会「宝井梅湯軍談読みの会」が始まる。
- 第一戦 天下分け目の明智と羽柴の大激戦「山崎軍記」（全四巻完結）
- 第二戦 鞭声粛々夜河を過る”上杉武田の川中島「甲越軍記」（全七巻完結）
- 第三戦「石山軍記」（全十五巻完結）

## 主な読み物

### 寛永三馬術
全十六席完結
- 出世の春駒
- 平九郎の義憤
- 度々平住み込み
- 曲垣と度々平諸国漫遊
- 平九郎越前家仕官
- 筑紫市兵衛深慮の報復
- 忠義が仇市兵衛永のお暇
- 市兵衛厩部屋に中間奉公
- 市助雀の宮八幡の働
- 市助の召捕
- 裁き問答
- 情けのお裁き
- 天晴れ市兵衛の立身
- 七人連名の果し状
- 薩摩武士七人討ち果し
- 三名人技競べ

### 加賀騒動
十四席継続中
- 石川虎次郎箱根山の災難
- 足軽に剣術指南
- 帰参願い
- 駒ん堂闇試合
- 虎次郎召捕り
- 仇討神田祭
- 服部と稲垣武士気質
- 天の投網
- 大槻伝蔵の生い立ち
- 浅尾召し抱え
- 安宅郷右衛門
- 忠臣谷崎主殿
- 灯籠竹の丹蔵
- 浅尾の蛇責め

### 関東七人男
全十五席完結
- 沢瀉屋強請
- 沼田の牢破り
- 二代目田島屋藤右衛門
- 妙善の強請
- 浅吉の博奕狂い
- 亀五郎の仕返し
- 落合久五郎免許皆伝
- 林蔵高坂へ斬り込み
- 高萩の猪之松生い立ち
- 林蔵と猪之松の木剣試合
- 猪之松の最期
- 御会式博奕
- 身延の喧嘩
- 林蔵の故郷帰り
- 林蔵の最期

### 赤穂義士伝
十二席
- 赤穂義士討ち入り
- 神崎与五郎仮名書きの詫証文
- 武士と俳人両国橋出会い
- 大石東下り
- 赤垣蔵徳利の別れ
- 三村の薪割り
- 安兵衛高田馬場決闘
- 堀部親子安兵衛を見初める
- 安兵衛婿入り
- 安兵衛主従固めの御盃
- 荒川十太夫
- 梶川屏風廻し

### 快男子 仁礼半九郎
全五席完結
- 恋の快男子
- 訣別の快男子
- 留置場の快男子
- 在りし昔の快男子
- 再会の快男子

### 古市十人斬
全十三席完結
- 亡霊問答
- 行人坂の血煙
- 阿波徳島の決闘
- 源五郎乱心
- 源三郎剣術修行
- 亡者の嫁入り
- 源三郎召捕り
- 江の頭源右衛門
- 源三郎切腹
- 五郎正宗
- 喜左衛門村正
- 福岡貢と油屋お紺の馴初め
- 福岡貢十人斬り

### 新吉原百人斬
全九席完結
- お信殺し
- 次郎吉お紺馴初め
- 次郎吉故郷帰
- お紺殺し
- 都筑武助との出会い
- 八ツ橋を見初める
- 八ツ橋愛想尽かし
- 八ツ橋楼普請
- 次郎左衛門の最期

### 藪原検校
九席継続中
- 杉の市殺し
- 杉の市勘当
- 近江屋殺し
- 仙台屋喜兵衛
- 二代目藪原検校
- 浅草海苔騒動
- 孝女の受難
- 孝女二度目の受難
- 孝女召捕り

### 明治の快男児 作田玄輔
三席継続中
- 魚河岸の喧嘩
- 牛鍋屋騒動
- 吉原の失敗

### 番町皿屋敷
二席継続中
- 吉田御殿
- 青山主膳屋敷替え

### 出世談
八席
- 魚屋本多
- 出世浄瑠璃
- 加藤孫六
- 出世馬喰
- 山内一豊 出世の馬揃え
- 鉢の木
- 松山伊予守 無筆の出世
- 徂徠豆腐
- 出世の白餅

### 軍記物
- 三方ヶ原軍記
- 信玄鉄砲の由来
- 宇治川先陣争い
- 扇の的
- 五條の橋
- 平家物語（源氏揃え・橋合戦）

### 山崎軍記
全四巻完結

### 甲越軍記
全七巻完結

### 石山軍記
十三巻継続中

### 怪談
三席
- 四谷怪談・お岩様誕生
- 江島屋怪談・怨みの振袖
- 耳なし芳一

### 寛政力士伝
三席
- 谷風情相撲
- 橋場の長吉
- 小田原遺恨相撲

### 太閤記
四席
- 間違いの婚礼
- 本能寺の変
- 大徳寺焼香場
- 明智左馬之介湖水渡り

### 佐倉義民伝
三席
- 島屋源兵衛
- 宗五郎妻子別れ
- 甚兵衛渡し

### 西遊記
二席
- 芭蕉扇
- 霊感大王退治

### 新作・文芸物
六席
- 蜘蛛の糸 - 原作∶芥川龍之介 原作
- 杉野はいづこへ行った - 作∶宝井琴星
- 片腕の力 - 作∶宝井琴星
- 一本刀土俵入り - 原作∶長谷川伸
- あゝ無情「銀の燭台」 - 原作∶レ•ミゼラブル（ヴィクトル•ユーゴー）

#### 自作
- 坂本龍馬「いろは丸事件」

### その他
三十三席
- 左七文字の由来
- 誉れの使者
- 真田の入城
- 木村長門守の堪忍袋
- 笹野権三郎海賊退治
- 黒田節の由来
- 大久保彦左衛門
- 将棋の御意見
- 山本南龍軒・無心は強い
- 柳田の堪忍袋
- 猫塚の由来
- 幡随院長兵衛・芝居の喧嘩
- 幡随院長兵衛の最期
- 秋色桜の由来
- 浜野矩随
- 仙台高尾
- 髪結新三
- 八丈島物語
- 名月若松城
- 善悪二葉の松
- 槍持甚兵衛
- 鋳掛松
- 伊達政宗の堪忍袋
- 白隠禅師
- 大前田英五郎・久宮の丈八斬り
- 月光誕生
- 曲馬団の女
- 正直俥夫
- 雪の夜話
- 田之助義足芝居
- 蘇生奇談
- め組の喧嘩